# Stato di coscienza
Lo stato di coscienza si riferisce al livello di coscienza presentato dalla persona in una determinata condizione.

Esemplificazione degli effetti del ritmo circadiano sullo stato di coscienza, dovuti all'esposizione alla luce solare o al buio notturno, che provoca un'alternanza di secrezione e inibizione della melatonina.

## Caratteristiche
Dal punto di vista neurologico la coscienza è caratterizzata da due componenti: la vigilanza e la consapevolezza.
- La vigilanza: è caratterizzata da uno stato di veglia che non necessariamente è associata alla consapevolezza di ciò che accade nel mondo che ci circonda.
- La consapevolezza: consiste nella consapevolezza del mondo che ci circonda e, nella condizione più evoluta, del proprio essere.

Lo stato di coscienza è stabilito dal buon funzionamento di queste due componenti. Quando si ha vigilanza senza consapevolezza la persona appare con gli occhi aperti, un normale ciclo sonno-veglia senza segni di contatto con l'ambiente. Questa condizione è normalmente conosciuta come stato vegetativo.
Nel caso del coma oltre alla consapevolezza manca la vigilanza per cui la persona ha gli occhi chiusi e ha difficoltà a fornire risposte anche riflesse (es. reazioni allo stimolo doloroso).

### Stati di coscienza
Lo stato di coscienza può avere un'ampia gamma livelli che non sono classificati in modo univoco. La maggior parte degli esempi possono corrispondere ai seguenti stati: 
- veglia;
- meditazione;
- stato ipnagogico;
- stato ipnopompico;
- sonno;
- sogno;
- coma;
- stati alterati di coscienza.

La misurazione, tentata nell'ambito delle neuroscienze, è però legata a parametri soggettivi; non è quindi attualmente possibile procedere con analisi o classificazioni scientificamente attendibili.
Alcuni autori (Damasio) parlano di coscienza nucleare per definire quella condizione alla base di comportamenti automatici come, ad esempio, nel sonnambulismo, quando una persona può effettuare una serie di azioni anche complesse senza una specifica consapevolezza e ricordo.
Un livello più alto è la coscienza classica che prevede un'interazione più o meno appropriata con l'ambiente.
Il livello massimo di coscienza è rappresentato dalla "coscienza di Sé" o autocoscienza che prevede la gestione complessa di sé stessi nell'ambiente sociale con elaborazioni complesse di pensiero e di strategie d'azione.
Nelle scuole di spiritualità ed esoterismo esiste poi una forma di coscienza ancora superiore, che consiste nell'identificazione cosmica con Dio o con l'anima del mondo, ad esempio nel Samādhi o nelle esperienze extracorporee.